# 庆童

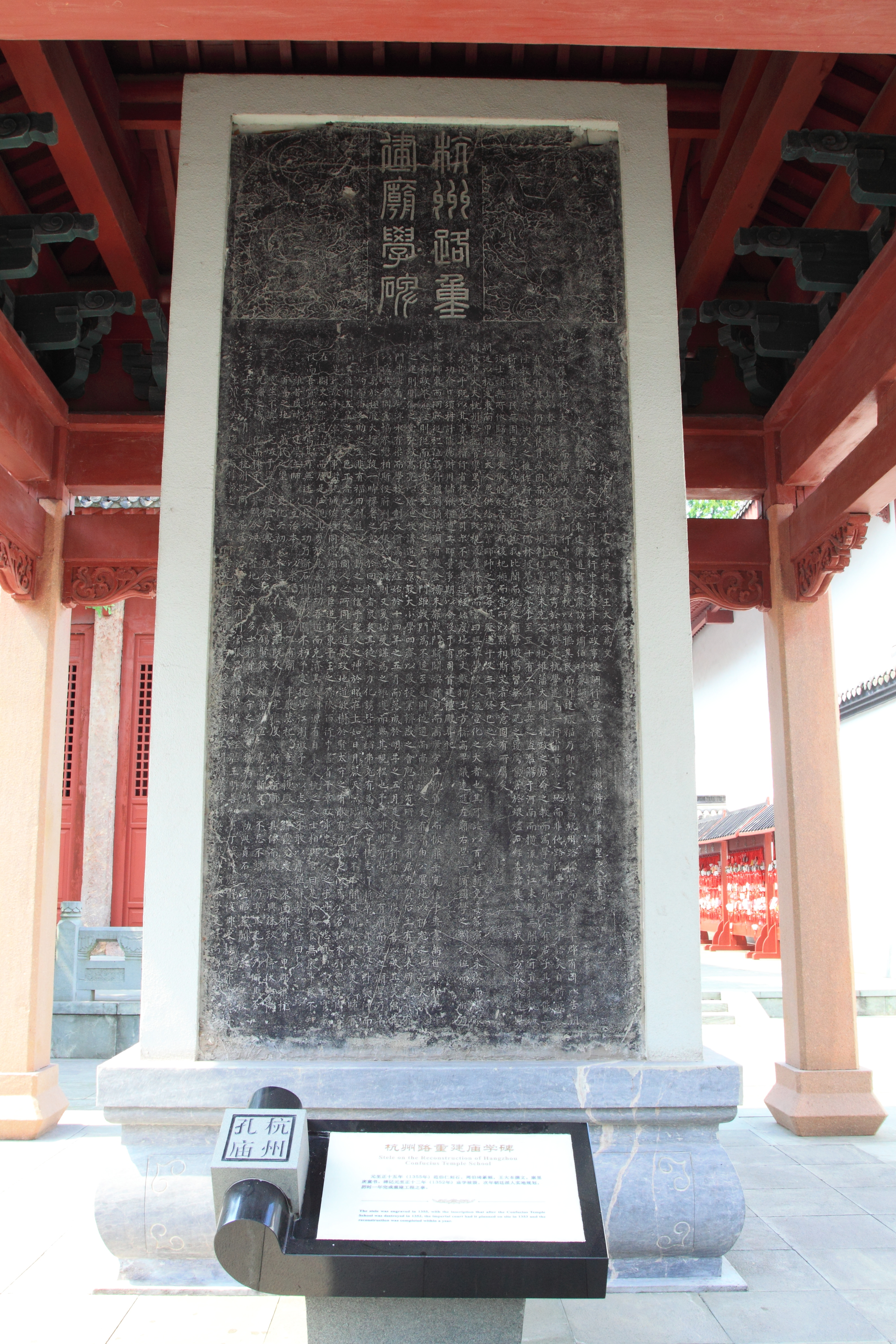
杭州路重建廟學碑，碑文由慶童書寫，周伯琦篆額。

庆童（？—1368年），字明德，康里人，元朝丞相，斡罗思之子。
庆童开始是元仁宗的宿卫，为大宗正府掌判。后为上都留守，历任辽阳行省江浙行省平章政事。江南行省御史大夫。召拜中书平章政事。出为陕西行省左丞相，在任三年后再回大都。元顺帝北逃时，庆童被留下担任中书省左丞相，和淮王帖木儿不花留守京城。明朝大军在徐达带领下进入大都，庆童被杀。